# ژیمناسیوم (یونان باستان)

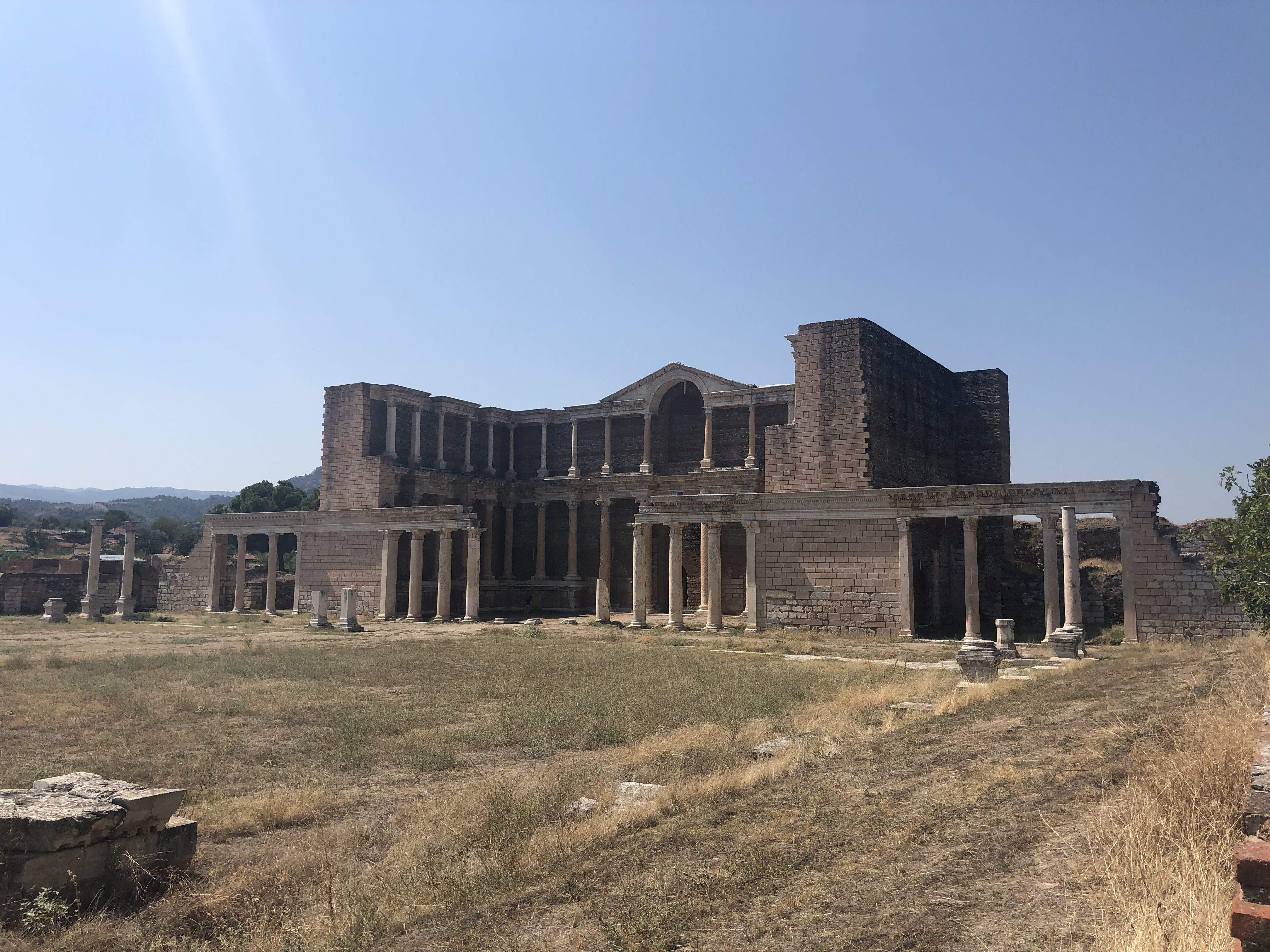
ژیمناسیوم در ساردیس

ژیمناسیوم یا جیمناسیوم (به زبان یونانی: γυμνάσιον&nbsp;gymnásion) در یونان باستان به عنوان یک مرکز آموزشی برای شرکت‌کنندگان در بازی‌های همگانی عمل می‌کرد. همچنین محلی برای معاشرت و پرداختن به فعالیت‌های فکری بود. این نام از واژه یونانی باستان «gymnós» به معنای «برهنه» یا «لُخت» گرفته شده است. فقط شهروندان مرد بالغ مجاز به حضور در ژیمناسیوم بودند.
ورزشکاران برهنه به رقابت می‌پرداختند، تمرینی که گفته می‌شود برای تشویق زیبایی‌شناسی بدن مرد و ادای احترام به خدایان بود. ژیمناسیا و پالائسترا (مدارس کشتی) تحت حمایت هراکلس، هرمس و در آتن تسئوس، بودند.

## وجه تسمیه
واژهٔ Gymnasium نسخه‌ای لاتینی از اسم یونانی γυμνάσιον (با تلفظ gymnasion) است و به «مکان عمومی برای تمرینات بدنی، منطقه تمرین»، «تمرین‌های بدنی» و به‌طور کلی «مکتب» ترجمه شده است. این واژه به نوبه خود از صفت رایج یونانی γυμνός (تلفظ: gymnos) مشتق شده است که به معنی «برهنه» یا «لخت» بود. این واژه از طریق فعل مرتبط γυμνάζω (تلفظ: gymnazo) به معنی «برهنه تمرین کردن»، «تمرین در رقابت ژیمناستیک» تدریجاً به چم «تمرین کردن، ورزش کردن» درآمده است. این فعل به این معنی بود که ورزشکاران در رختکن‌هایی که آپودیتریوم نامیده می‌شدند، رخت برمی‌داشتند و برهنه تمرین می‌کردند و بدن خود را با روغن زیتون می‌مالیدند و سپس با استریژیل تمیز می‌کردند. از نظر تاریخی، سالن ورزشی برای ورزش، حمام کردن جمعی (ثرمائه) و در وهلهٔ بعدی، برای فعالیت‌های علمی و فلسفی مورد استفاده قرار می‌گرفت. واژهٔ انگلیسی ژیمناست (که امروزه در فارسی نیز به کار می‌رود) اولین بار در سال ۱۵۹۴ ثبت شد، این کلمه از همین واژگان یونانی γυμναστής (تلفظ: gymnastēs) گرفته شده، اما در یونانی این کلمه به معنای «مربی» بود، نه «ورزشکار». پالائسترا بخشی از ژیمناسیوم بود که به کشتی، بوکس و بازی‌های توپی اختصاص داشت. اصطلاح «ژیمناستیک» نیز از همین کلمات آمده است.

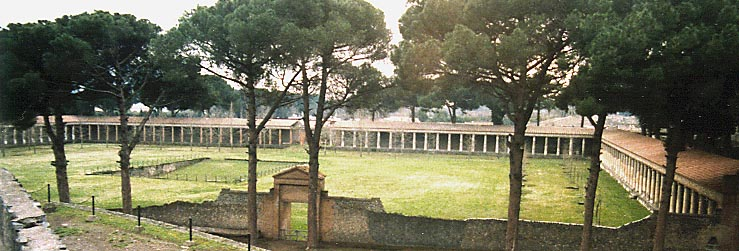
ژیمناسیوم پمپئی، از بالای دیوار استادیوم

## سازمان‌دهی

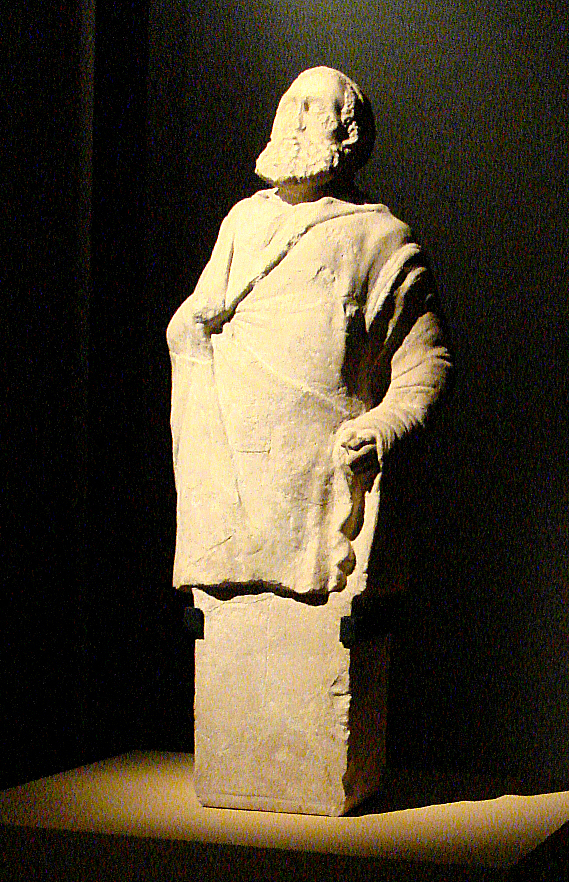
مجسمه‌ای هرمائیک از پیرمردی که تصور می‌شود استاد یک سالن ژیمناسیوم بوده است. یک چوب بلند در دست راستش گرفته. کشف شده در آی خانوم، افغانستان، قرن دوم قبل از میلاد.

ژیمناسیوم به عنوان یک مؤسسه عمومی احداث می‌شد که در آن مردان جوان بالای ۱۸ سال در تمرینات بدنی آموزش می‌دیدند. نظارت بر ورزشکاران به مربی‌هایی محول می‌شد که مسئولین عمومی انجام ورزش و بازی‌ها در جشنواره‌های عمومی بودند و مدارس را هدایت و بر مسابقات نظارت می‌کردند. در سالن‌های ژیمناسیوم یونان همچنین سخنرانی‌ها و بحث‌هایی دربارهٔ فلسفه، ادبیات و موسیقی برگزار می‌شد و کتابخانه‌های عمومی در آن نزدیکی وجود داشت.

### ریشه‌ها، قوانین و آداب و رسوم
پوسانیاس، مورخ باستانی یونان، تدوین مقررات ژیمناسیوم آتن را به تسئوس نسبت داده است. سولون چندین قانون در این زمینه وضع کرد. به گفته جالینوس، این قوانین در زمان کلئیستنس (اواخر قرن ششم و اوایل قرن پنجم قبل از میلاد) به یک سیستم مدیریت قابل اجرا تقلیل یافتند.
بناهای اولیه ژیمناسیا مناطق باز وسیع در حومه شهرها بودند، نه سازه‌های محصور.
مسابقات ورزشی، که ژیمناسیوم وسایل تمرین و مسابقه را برای آنها مهیا می‌کرد، از همان ابتدا بخشی از زندگی اجتماعی و معنوی یونانیان را تشکیل می‌داد. این مسابقات به افتخار قهرمانان و خدایان برگزار می‌شد و گاهی اوقات بخشی از یک جشنواره دوره ای یا مراسم تشییع جنازه یک رئیس متوفی بود. سبک زندگی آزاد و فعال یونانی (تا حد زیادی در هوای آزاد سپری می‌شد) وابستگی به چنین ورزش‌هایی را تقویت می‌کرد و پس از مدتی مسابقات به عنصر برجسته‌ای در فرهنگ یونانی تبدیل شد. برنده مسابقات ورزشی و مذهبی، اگرچه جایزه مادی دیگری جز تاج گل کسب نمی‌کردند، اما با احترام همشهریان خود پاداش می‌گرفتند. آموزش رقبا برای مسابقات بزرگتر موضوع بزرگی برای نگرانی عمومی بود و ساختمان‌های ویژه‌ای توسط دولت‌شهرها با چنین استفاده‌ای احداث می‌شد و مدیریت آن به مقامات دولتی سپرده می‌شد؛ زیرا پیروزی در اعیاد بزرگ مذهبی افتخاری برای کل آن دولت‌شهر محسوب می‌شد. 

### ساخت و ساز
ژیمناسیا معمولاً سازه‌های بزرگی بود که شامل فضاهایی برای هر نوع تمرین و همچنین استادیوم، پالائسترا، حمام، رواق‌های بیرونی برای تمرین در هوای بد، و رواق‌های سرپوشیده بود که در آن فیلسوفان و دیگر «اهل ادب» سخنرانی‌های عمومی می‌کردند و به بحث و گفتگو می‌پرداختند.  بیشتر ژیمناسیاهای آتن به دلیل فضای بزرگی که در ساخت و ساز نیاز داشتند، در مناطق حومه شهر قرار داشتند. علاوه بر این، این مناطق نسبت به مناطق مشابه در مرکز آتن خنک‌تر و نزدیک‌تر به منبع آب خوب بودند.